# Lijst van voetbalinterlands Denemarken - Noord-Macedonië
Deze lijst van voetbalinterlands is een overzicht van alle officiële voetbalwedstrijden tussen de nationale teams van Denemarken en Noord-Macedonië (dat tussen 1993 en 2019 onder de naam Macedonië speelde). De landen speelden tot op heden drie keer tegen elkaar. De eerste ontmoeting, een kwalificatiewedstrijd voor het Europees kampioenschap voetbal 1996, werd gespeeld in Skopje op 7 september 1994. Het laatste duel, een vriendschappelijke wedstrijd, vond plaats op 6 februari 2013 in Skopje.

## Wedstrijden
| № | Plaats     | Datum            | Competitie           | Wedstrijd              | Uitslag |
| - | ---------- | ---------------- | -------------------- | ---------------------- | ------- |
| 1 | Skopje     | 7 september 1994 | EK 1996 kwalificatie | Macedonië – Denemarken | 1 – 1   |
| 2 | Kopenhagen | 26 april 1995    | EK 1996 kwalificatie | Denemarken – Macedonië | 1 – 0   |
| 3 | Skopje     | 6 februari 2013  | Vriendschappelijk    | Macedonië – Denemarken | 3 – 0   |

## Samenvatting
| Competitie        | Totaal gespeeld | Winst Denemarken | Gelijk | Winst Noord-Macedonië | Doelsaldo Denemarken – Noord-Macedonië |
| ----------------- | --------------- | ---------------- | ------ | --------------------- | -------------------------------------- |
| EK-kwalificatie   | 2               | 1                | 1      | 0                     | 2 − 1                                  |
| Vriendschappelijk | 1               | 0                | 0      | 1                     | 0 − 3                                  |
| Totaal            | 3               | 1                | 1      | 1                     | 2 − 4                                  |

Wedstrijden bepaald door strafschoppen worden, in lijn met de FIFA, als een gelijkspel gerekend.

## Details

### Eerste ontmoeting
| EK 1996 kwalificatie (Skopje, Macedonië, 7 september 1994): |              | |
| Macedonië | 1 – 1        | Denemarken |
| Mitko Stojkovski 4' | goals        | 86' Flemming Povlsen |
| Andon Doncevski | bondscoach   | Richard Møller Nielsen |
| Kire Trajcev Ljupco Markovski Ilija Najdoski Zoran Jovanovski Vujadin Stanojkovic Bosko Durovski Boban Babunski 67' Mitko Stojkovski Toni Mičevski Zoran Boškovski 82' Darko Pančev | opstellingen | Peter Schmeichel Thomas Helveg Marc Rieper Lars Olsen Jakob Friis-Hansen 52' Kim Vilfort 67' John Jensen Michael Laudrup Brian Steen Nielsen Brian Laudrup Bent Christensen |
| Dragi Kanatlarovski 67' Žarko Serafimovski 82' | wissels      | 52' Flemming Povlsen 67' Henrik Larsen |
| Zoran Boškovski 11' Boban Babunski 46' | gele kaarten | 26' Brian Laudrup 28' Thomas Helveg |
| Darko Pančev 47' | rode kaarten | |
| - Debuut van Vujadin Stanojković (Degerfors IF) voor Macedonië. |              | |

### Tweede ontmoeting
| EK 1996 kwalificatie (Kopenhagen, Denemarken, 26 april 1995):                               |       |           |
| Denemarken                                                                                  | 1 – 0 | Macedonië |
| Peter Nielsen 70'                                                                           | goals |           |
| - Debuut van Claus Thomsen (Ipswich Town) en Erik Bo Andersen (Aalborg BK) voor Denemarken. |       |           |

### Derde ontmoeting
| Vriendschappelijk (Skopje, Macedonië, 6 februari 2013):                  |       |            |
| Macedonië                                                                | 3 – 0 | Denemarken |
| Goran Pandev 9' Agim Ibraimi 17' Nikolče Noveski 24'                     | goals |            |
| - Debuut van doelman Kasper Schmeichel (Leicester City) voor Denemarken. |       |            |